# Fuenterrobles (kommun)
Fuenterrobles är en kommun i Spanien.   Den ligger i provinsen Província de València och regionen Valencia, i den centrala delen av landet, 220 km öster om huvudstaden Madrid. Antalet invånare är 719. Arean är 50 kvadratkilometer. Fuenterrobles gränsar till Camporrobles, Caudete de las Fuentes, Utiel, Venta del Moro och Villargordo del Cabriel. 
Terrängen i Fuenterrobles är platt åt sydväst, men åt nordost är den kuperad.